# Tomás Enrique Márquez Gómez
Tomás Enrique Márquez Gómez (* 15. Juli 1915 in Santa Ana del Norte; † 11. Dezember 2004) war Bischof von San Felipe.

## Leben
Tomás Enrique Márquez Gómez empfing am 14. Juli 1940 die Priesterweihe.
Paul VI. ernannte ihn am 25. Juni 1963 zum Weihbischof in Ciudad Bolívar und Titularbischof von Thapsus. Der Erzbischof von Ciudad Bolívar, Juan José Bernal Ortiz, weihte ihn am 25. August desselben Jahres zum Bischof; Mitkonsekratoren waren Críspulo Benítez Fontúrvel, Bischof von Barquisimeto, und Crisanto Darío Mata Cova, Bischof von Cumaná.
Der Papst ernannte ihn am 30. November 1966 zum Bischof von San Felipe. Am 29. Februar 1992 nahm Johannes Paul II. seinen altersbedingten Rücktritt an.